# Rallina eurizonoides
La rallina zampeardesia (Rallina eurizonoides Lafresnaye, 1845) è un uccello della famiglia dei Rallidi originario dell'ecozona orientale.

## Tassonomia
Attualmente vengono riconosciute sette sottospecie di rallina zampeardesia:
- R. e. amauroptera (Jerdon, 1864) (Pakistan nord-occidentale e India);
- R. e. telmatophila Hume, 1878 (Myanmar, Cina sud-orientale e Indocina);
- R. e. sepiaria (Stejneger, 1887) (isole Ryukyu, in Giappone);
- R. e. alvarezi Kennedy e C. A. Ross, 1987 (isola di Batan, nelle Filippine);
- R. e. formosana Seebohm, 1894 (Taiwan e isola di Lanyu);
- R. e. eurizonoides (Lafresnaye, 1845) (Filippine, a eccezione di Batan, e isole Palau);
- R. e. minahasa Wallace, 1863 (Sulawesi, Peleng e isole Sula).

## Descrizione
La rallina zampeardesia misura 21–25 cm di lunghezza (26-28 negli esemplari del Sud-est asiatico) e ha un'apertura alare di 47,5 cm. Il corpo, appiattito lateralmente, le consente di muoversi agilmente nel fitto sottobosco. Ha dita lunghe e coda breve. Il dorso è marrone e la testa e il petto castani; fianchi, addome e sottocoda sono ricoperti da una fitta serie di barre bianche e nere. La gola è bianca, il becco giallastro e le zampe verdi. I sessi sono simili; gli esemplari giovani sono ricoperti da un piumaggio marrone scuro uniforme, ma hanno l'addome barrato di bianco e nero e la gola bianca.

## Distribuzione e habitat
Nidifica nelle paludi e in zone umide simili delle aree forestali dell'Asia meridionale, da India, Pakistan e Sri Lanka fino alle Filippine e all'Indonesia. In gran parte dell'areale la specie è stanziale, ma alcune popolazioni settentrionali migrano a sud in inverno.

## Biologia
La rallina zampeardesia è territoriale e piuttosto riservata, e se disturbata corre a rifugiarsi nel fitto della vegetazione. Per alimentarsi immerge il becco nel fango o nell'acqua bassa, cercando le prede facendo affidamento sulla vista. Talvolta si nutre anche di bacche e insetti sul suolo della foresta, o si aggira tra i cespugli e il sottobosco. Nidifica in un luogo asciutto, sul terreno o tra i bassi arbusti, deponendo 4-8 uova.